# API-Grad
API-Grad (American-Petroleum-Institute-Grad; Kurzschreibweise °API) ist eine konventionelle, in den USA gebräuchliche, Einheit für die Dichte von Rohöl. Sie wird weltweit zur Charakterisierung und als Qualitätsmaßstab von Rohöl verwendet und in der Regel dem Sortennamen beigestellt. Wenn der API-Grad größer als 10 ist, dann schwimmt das Öl auf Wasser; ist er kleiner als 10, dann ist es schwerer und sinkt.
Der API-Grad ergibt sich wie folgt aus der relativen Dichte des Rohöls (bezogen auf Wasser) bei 60 °F (= 15 5/9 °C):
{\displaystyle {\textrm {API-Grad}}={\frac {141{,}5}{\rho _{\mathrm {rel} }}}-131{,}5}
Man bezeichnet Rohöl
- über 31,1 °API als „leicht“
- zwischen 22,3 °API und 31,1 °API als „mittel“
- unter 22,3 °API als „schwer“.